# Raisonnement dichotomique
 (novembre 2018).
Pour les articles homonymes, voir Dichotomie.
En statistique, le raisonnement dichotomique ou raisonnement binaire est le processus de voir une discontinuité dans les valeurs possibles qu'une valeur p peut prendre pendant le test d'hypothèse nulle: elle est soit au-dessus du seuil significatif (habituellement 0,05) ou au-dessous. En appliquant le raisonnement dichotomique, une première valeur p de 0,0499 sera interprétée comme une valeur p de 0,0001 (l'hypothèse nulle est rejetée) tandis qu'une seconde valeur p de 0,0501 sera interprétée comme une valeur p de 0,7 (l'hypothèse nulle est acceptée). Le fait que la première et la deuxième valeurs de p soient mathématiquement très proches est donc totalement ignoré et les valeurs de p ne sont pas considérées comme continues mais sont interprétées de manière dichotomique par rapport au seuil de significativité. Une mesure courante de la pensée dichotomique est le cliff effect.
La pensée dichotomique est très souvent associée aux valeurs p, mais cela peut aussi arriver avec d'autres outils statistiques comme les techniques d'estimations basées sur les intervalles de confiance ou bayésiens.

## Effet égalisateur de la dichotomisation chez les évaluateurs
Des recherches récentes ont montré que lors d'une évaluation, l'utilisation d'une note de type oui/non (pouvant se traduire par des pouces levés ou baissés par exemple) par rapport à l'utilisation d'une échelle de type cinq étoiles (omniprésente dans Internet et de nombreuses applications mobiles), réduit le biais de  discrimination raciale moderne (croyances racistes discrètes et éventuellement inconscientes),,.